# کپلک جگر گوسفند
کپلک جگر گوسفند یا فاسیولا هپاتیکا انگلی به‌شکل کرم پهن می‌باشد که کبد پستانداران مختلف از جمله انسان را آلوده می‌نماید. این انگل در تمام جهان پراکنده است و باعث به بار آمدن خسارات اقتصادی در گاو و گوسفند می‌شود.
این انگل معمولاً در بافت کبدی و مجاری صفراوی انسان، گاو و گوسفند و سایر حیوانات اهلی یافت می‌شود. در انسان و اسب که از میزبانان غیرمعمول انگل به‌ شمار می‌روند می‌توان در شش و سایر اندام‌های غیرمعمول نیز آن‌ها را مشاهده نمود.

## مورفولوژی فاسیولا هپاتیکا
این کرم پهن، برگی‌شکل، گوشتی و به ابعاد ۲ الی ۳ سانتی‌متر طول و ۰/۸ تا ۱/۳ سانتی‌متر عرض است. سر کرم باریک و مخروطی شکل و قسمت قدامی پهن و عریض است. در شکمی پهن است. دو بادکش دهانی و بطنی یا حفره حقه‌ای acetabulum دارد و درقسمت قدامی دارای مخروط راسی Cephalic cone است. بادکش شکمی سطحی است. کرم به رنگ خاکستری- قهوه‌ای است. در یک سوم طول کرم روزنه ورودی کانال لورر در فصل تخمگذاری ظاهر می‌شود. کوتیکول ، دارای فلس ‌های محکم، زبر و ضخیم است و در حفاظت کرم نقش دارد.

## دستگاه گوارش انگل
دهان در بادکش شکمی قرار دارد و اتاق دهانی قیفی است. اندازهٔ بادکش دهانی ۱ و شکمی که نزدیک به آن است ۱٫۶ میلی‌متر است حلق، کوتاه، گرد و عضلانی است و مری کوتاه و باریک. روده دوشاخه و روده کور با تعداد زیاد سکوم یا دیورتیکول که در سمت خارجی بسیار منشعب هستند دیده می‌شود. تغذیه از خون و مواد داخل مجاری صفراوی (تا ۸/۱ میلی‌لیتر خون در روز) با مکش انجام می‌گیرد. دفع مواد زائد هم از طریق دهان است.

## دستگاه تنفسی، عصبی و ترشحی
تنفس کرم بی‌هوازی از مسیر گلیکولیز است و سیستم ترشحی شامل سلول‌های شعله‌ای، توبول‌های ترشحی، کانال‌های ترشحی پشتی و شکمی و کانال ترشحی اصلی و منفذ ترشحی می‌باشد. دستگاه عصبی شامل مرکزی (عقده‌های مغزی گردآمده به وسیلهٔ حلقه عصبی اطراف مری)، دستگاه محیطی (سه طناب طولی پشتی، شکمی و طرفی) و اندام‌های حسی بیشتر دور بادکش‌ها است.

## چرخه زندگی
کپلک جگر برای تکمیل چرخه زندگی خود به یک میزبان واسط نیاز دارد تا به صورت غیرجنسی در بدن آن تکثیر یابد. این میزبان واسط گونه‌های مختلف حلزون آب شیرین می‌باشد. گونه‌های مختلف حلزون متعلق به خانواده حلزون‌های برکه‌ای lymnaeidae به عنوان میزبانان واسط طبیعی و آزمایشگاهی این انگل مطرح می‌باشند. در محل‌های تجمع آب در مراتع سرکرهای کوچک از بدن حلزون خارج شده و خود را شناکنان به گیاهان که در اطراف آب روییده‌اند می‌رسانند و با تشکیل کیست به مرحله متاسرکر وارد می‌شوند. در این مرحله با خورده شدن علف توسط نشخوارکنندگان یا مصرف سبزی خام توسط انسان متاسرکر وارد بدن می‌شود.
برخورد با pH پایین معده نوزاد نابالغ را تحریک می‌کند تا روند خروج از کیست را آغاز نماید. در دوازدهه انگل از کیست متاسرکر خارج شده و شروع به سوراخ کردن مخاط روده می‌نماید تا به حفره صفاقی برسد. در این مرحله نوزاد انگل که تازه از کیست خارج شده‌است تغذیه نمی‌کند ولی زمانیکه پس از چند روز خود را به بافت پارانشیم کبدی برساند، تغذیه خود را آغاز خواهد کرد. با رسیدن نوزاد نابالغ به بافت کبد مرحله بیماریزایی عفونت آغاز شده و کمخونی و سایر علایم بیماری در حیوانات مبتلا مشاهده می‌گردد. انگل تا شش هفته در بافت کبد به مهاجرت می‌پردازد تا نهایتاً به مجاری صفراوی راه پیدا کند تا در آنجا بالغ شده و تخم تولید نماید. هر کرم کبد در هر روز تا ۲۵۰۰۰ عدد تخم نیز می‌گذارد و یک گوسفند حتی در صورت آلودگی خفیف به انگل تا ۵۰۰۰۰۰ تخم در روز در مرتع رها می‌کند.

## ایجاد بیماری
در کشور انگلستان، در بین ماه‌های مارس و دسامبر، کپلک جگر علت شایع ایجاد بیماری در نشخوارکنندگان می‌باشد. آلودگی گاو و گوسفند با بلعیدن مرحله عفونت زای انگل در مراتع مرطوب و پایین‌تر از سطح دریا، آلوده می‌شوند. علایم ناشی از آلودگی به کرم کبدی شامل کمخونی، کاهش وزن و ادم تحت فکی و گاهی اسهال می‌باشد. تشخیص آلودگی کبد به این انگل با مشاهده تخم‌های زرد مایل به قهوه‌ای انگل در مدفوع امکانپذیر می‌باشد.
یکی از پیامدهای آلودگی به این انگل، تخریب بافت کبد به‌علت مهاجرتهای نوزاد انگل در بافت کبد و کاهش اکسیژن در این محل‌ها می‌باشد که در نتیجه اسپورهای باکتری کلستریدیوم نوای Clostridium novyi فعال شده و متعاقباً بیماری سیاه توسط کلستریدیوم نوای نوع Bو یا آنمی همولیتیک با واسطه ایمنی توسط کلستریدیوم نوای نوع D ایجاد می‌گردد.

## بیماریزایی

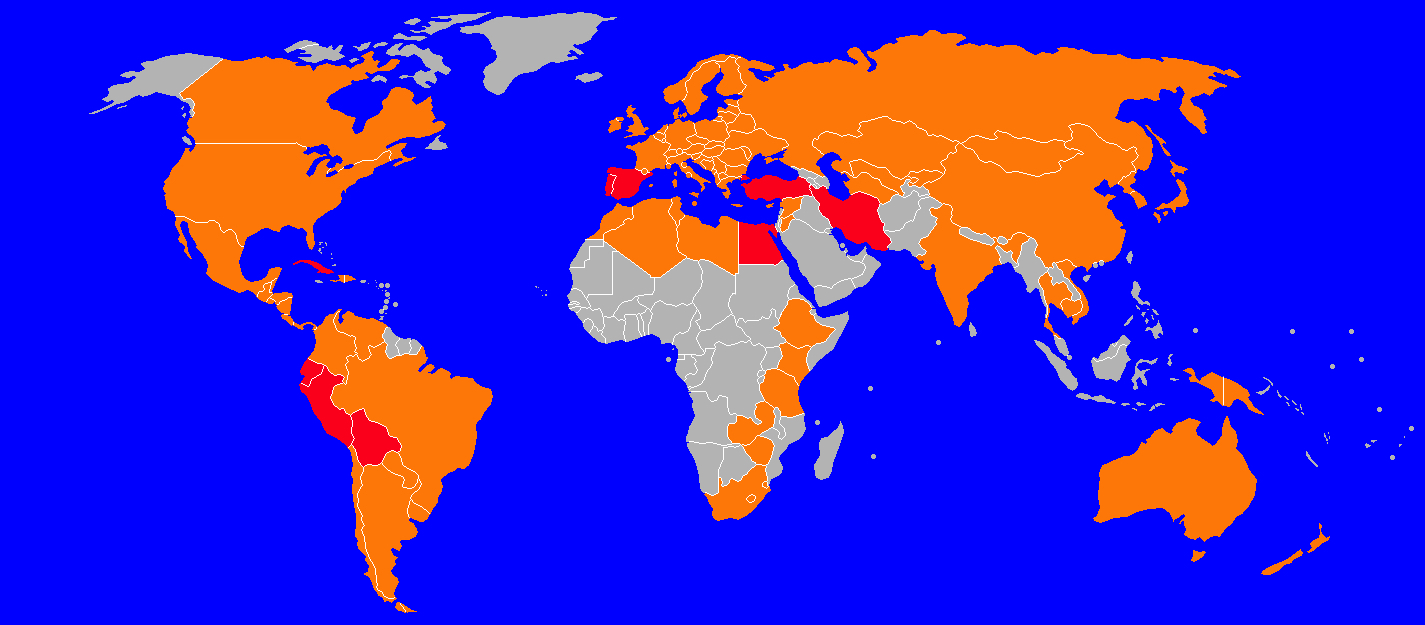
شیوع فاسیولا هپاتیکا: کشورهای قرمز رنگ آن‌هایی هستند که شیوع بالایی دارند، کشورهای نارنجی دارای شیوع کم و متوسط هستند.

بیماریزایی می‌تواند حاد یا مزمن باشد. فاسیولیازیس حاد یا فساد کبد (Liver rot) در طول مهاجرت پیش از بلوغ در پارانشیم کبد اتفاق می‌افتد که به‌مدت ۸ هفته انجام می‌شود. شدیدترین و وخیم‌ترین تغییرات در فاسیولیازیس حاد در کبد دیده می‌شود. کبد متورم می‌شود و گاهی این حالت بحدی است که کپسول کبد پاره می‌شود. مواد دفعی کرم بسیار مهم هستند و تولید کم خونی، اسهال و ائوزینوفیلی می‌کند. فاسیولیازیس مزمن پس از ۱۲ هفته اتفاق می‌افتد، زمانی که فلوک‌ها به مجاری صفراوی می‌رسند و از لحاظ جنسی بالغ می‌گردند. ضایعاتی که در کبد ایجاد می‌گردد در اثر حرکت کرم بالغ در پارانشیم بافت کبد است که باعث آتروفی و فیبروزه شدن آن‌ها می‌شوند. در آلودگی شدید (تا ۲۰۰ کرم در یک کبد) عارضه Liver- rot یا پوسیدگی کبد در طول مهاجرت و پیش از بلوغ در پارانشیم کبد در مدت ۸ هفته ایجاد می‌شود. علایم اصلی در انسان در فاسیولیازیس مزمن پس از حدود ۱۲ هفته، دردهای شکمی که بیشتر در قسمت راست و بالای شکم است، کبد دردناک، اسهال، استفراغ، سردرد، تب‌های نامنظم، افزایش ائوزینوفیل‌های خون، کم‌خونی و تعریق زیاد که به بزرگی کبد و نهایتاً یرقان انسدادی (تورم مجاری صفراوی یا انسداد مکانیکی) منجر می‌شود. ندرتاً ممکن است وارد نسوج غیرمعمول مثل پانکراس، ریه، مغز، نخاع و… شده و عوارض مربوط به آن عضو را نشان دهند. نشانه‌های فاز حاد بیماری، تب بالای ۴۰، لکوسیتوز، ائوزینوفیلی بالای ۶۰٪، ESR بالا، علائم آلرژی است و نشانه‌های فاز مزمن، کبد بزرگ و دردناک، یرقان انسدادی، به دلیل التهاب و انسداد مجاری صفراوی، گاهی گرانولوما هم بدیل حضور اکتوپیک انگل اتفاق می‌افتد. کلفتی مجرا ناشی از واکنش‌های فیبروتیک است و آنمی نورموسیتیک هم دیده می‌شود

## تشخیص آزمایشگاهی
بهترین راه تشخیص آزمایشگاهی دیدن تخم انگل در مدفوع افراد مشکوک به بیماری است که حداقل سه روز از خوردن مواد گوشتی خودداری کرده باشند. همچنین دیدن تخم انگل در مایع حاصل از توباژ دوازدهه.

## درمان
داروی ضد کرم تری کلابندازول علیه این انگل مؤثر است و از پلیمریزه شدن توبولین Tubulinبرای تشکیل میکروتوبول‌ها Microtubuls که از اجزای اسکلت بدن انگل می‌باشد، جلوگیری می‌کند. دی هیدروامتین عضلانی نیز مؤثر است.